# Rifugio Gardenacia
Il rifugio Gardenacia (in tedesco Gardenacia-Hütte) è un rifugio privato situato a 2.050 m s.l.m. all'interno del parco naturale Puez-Odle, nel comprensorio dolomitico.

## Accessi
Il rifugio è facilmente raggiungibile (circa 1,5 ore di camminata) dall'abitato di La Villa (in val Badia).

## Traversate
- Rifugio Puez (2.472 m), raggiungibile in circa 2 ore di camminata passando per la Forcella Gardenacia (2.543 m) su tratti dell'Alta via n. 2.